# ラルフ・コルタイ
ラルフ・コルタイ CBE、RDI（1924年7月31日 - 2018年12月15日）は、ドイツで生まれ、イギリスに帰化した舞台デザイナーである。ロイヤル・シェイクスピア・カンパニーのアソシエイト・デザイナーとして働き、後に彫刻家として活躍した。

## 若年期
コルタイは1924年7月31日、ドイツのベルリンでユダヤ系の家族に生まれた。彼はハンガリー生まれの医師アルフレッドと、ドイツ人のシャーロットの間に生まれた一人っ子であった。ラルフは1939年にブリュッセルからイギリスまでキンダートランスポートに乗り、両親はホロコーストを生き延びました。母親はイギリスに定住することができ、父親は再びキューバに移住し始めた。その後、ラルフはニュルンベルク裁判で通訳として働き、その後英国情報軍で戦争犯罪捜査官として働いた。彼の兵役は1948年に終了した。
1943年から、コルタイは軍隊に入る前にエプソム美術学校で商業アーティストの訓練を受ける。 1948年から1951年まで、セントラル・スクール・オブ・アーツ・アンド・クラフツ（現在のセントラル・セント・マーチンズ）で学び、その後1965年から1972年まで劇場デザインの責任者を務めた。

## セットデザイナーとして
卒業後すぐにイングリッシュ・ナショナル・オペラ、コヴェント・ガーデン・オペラ、ランバート・ダンス・カンパニーのデザインが注目を集め始めた。
コルタイは、ベルトルト・ブレヒトやフセヴォロド・メイエルホリドなどのヨーロッパの演劇実践者の影響を受けた。デまた、ザイン原則について、「私がやりたかったのは、単にイラストを提供するのではなく、作者の言いたいことを表現する単一の画像を見つけることであった。」「私はアイデア、コンセプトを示したかった。」と語った。 そして、1984年には批評家のマイケル・ビリントンに、「それぞれの作品に適切な比喩を見つけようとするスタイル」を見つけようと試みたと語った。
ロンドンのオールドウィッチ劇場で行われたRSCでは、教皇ピウス12世とナチスとの関係を描いたロルフ・ホーホフートの『代理人』(The Deputy) を舞台にした。そして後にこうコメントした。「私のコンセプトは、教皇の書斎でもあるガス室に設置することでした。それは、バチカンと絶滅室がお互いの一部であることを示していました」。
また、RSCでの最初の仕事は、ブレヒトの『コーカサス人の白亜の輪』の前年の制作であった。
1984年、ロスタンの『シラノ・ド・ベルジュラック』のRSC演出がブロードウェイで上演されていたとき、批評家のマイケル・ビリントンに、自分は劇を芸術品として扱う画家だと思っていると語った。そして「何を求められているかを言われることにはうまく反応できなかった。私は、半分自分で劇を演出する必要がある概念的な貢献をするのが好きだ」とコメントした。
晩年はフランスに住み、地元の農場で木や金属でできた拾い物を拾い、それらを彫刻に変えた。これらの作品の1つである木の根は、2006年にシェフィールドのクルーシブル劇場でサミュエル・ウェストがハワード・ブレントンの『英国のローマ人』を再演した際の舞台デザインで、水に囲まれていた。 2010年に彼のメタル・コラージュ彫刻がロイヤル ナショナル シアターで展示された。

## インタビュー
コルタイは、1998年にBBCラジオの番組 Desert Island Discs でスー・ローリーのインタビューを受けた。
ナショナル・ライフ・ストーリーズは、大英図書館が所蔵する劇場デザインのオーラル・ヒストリー・コレクションのために、2002年から 2003年にかけてコルタイへのオーラル・ヒストリー・インタビューを実施した。
コルタイはランベール生誕90周年記念オーラルヒストリープロジェクトにも参加し、自身の舞踏作品について語った。
コルタイは亡くなる前年、ヘザー・ニールからヴィクトリア・アンド・アルバート博物館での TheatreVOICE のインタビューを受けた。彼は自身のキャリアについてこう語った。「私にどんな才能があったとしても、それは本能だった。私は決断を下したことがありません。私は偶然に解決策にたどり着くことがよくあります。私の才能は、事故が起こったときにそれを認識できることです」。

## 栄誉
コルタイは、1983 年の新年栄誉で大英帝国勲章司令官 (CBE) に叙され、1984年には王立芸術協会から王立産業デザイナー (RDI) として認められた。

## 死
コルタイは晩年、フランスのラ・セル・ゲナンにあるル・バ・フォンクリューズ農場で暮らした。2018年12月15日に94歳でシャテルローにて死去。